# Çağlar Ertuğrul
Çağlar Ertuğrul (ur. 5 listopada 1987 w İzmirze) – turecki aktor.

## Życiorys
Urodził się w İzmirze jako syn dentystki i inżyniera geologa. Ma starszą siostrę Pınar. W 2005 ukończył szkołę średnią Bornova Anadolu Lisesi. W 2011 ukończył studia na wydziale mechanicznym na prywatnym Uniwersytecie Koç w Stambule, dzięki czemu uzyskał tytuł inżyniera. Podczas studiów brał udział w zajęciach klubu teatralnego. Po debiucie w spektaklu studenckim Romeo i Julia (2009), grał na scenie w różnych przedstawieniach.
Po raz pierwszy trafił na mały ekran w serialu Benim Için Üzülme (2012–2014). Popularność przyniosła mu rola żołnierza - porucznika Oguza Caglara w dramacie przygodowym Dağ (2012) i sequelu Dağ 2 (2016). Ponadto grał w lubianych w Turcji serialach, takich jak Imperium miłości (Kurt Seyit ve Sura, 2014) jako Yusuf, Medcezir (2015) jako Inanç Pars i Afili Aşk (2019-2020) jako Kerem Yigiter. W serialu Organizacja (Ankara, 2021) wcielił się w postać agenta terenowego Serdara, który przeszedł traumę, ale nie brakuje mu poczucia obowiązku.

## Filmografia
| Filmy     | Filmy                    | Filmy                      |
| Rok       | Tytuł                    | Rola                       |
| --------- | ------------------------ | -------------------------- |
| 2012      | Dağ                      | Üsteğmen Oğuz Çağlar       |
| 2015      | Bana Masal Anlatma       | Haşmet                     |
| 2016      | Dağ II                   | Üsteğmen Oğuz Çağlar       |
| 2017      | Biz Size Döneriz         | Akin Yilmaz                |
| 2018      | Ailecek Şaşkınız         | Onay                       |
| 2018      | Nie odchodź              | Emir Kurt                  |
| 2019      | Kızım Gibi Kokuyorsun    | İbrahim                    |
| Seriale   |                          |                            |
| Rok       | Tytuł                    | Rola                       |
| 2012–2014 | Benim İçin Üzülme        | Sinan Avcıoğlu             |
| 2014      | Beyaz Karanfil           | Başar Korkmaz              |
| 2014      | Boynu Bükükler           | Galoş Ersen                |
| 2014      | Imperium miłości         | Yusuf                      |
| 2014      | Medcezir                 | Inanç Pars                 |
| 2017–2018 | Fazilet Hanım ve Kızları | Yağiz Egemen/Mehmet Yıldız |
| 2019–2020 | Afili Aşk                | Kerem Yiğiter              |